# Mirassol (ort)
Mirassol är en ort i Brasilien.   Den ligger i kommunen Mirassol och delstaten São Paulo, i den södra delen av landet, 600 km söder om huvudstaden Brasília. Mirassol ligger 567 meter över havet och antalet invånare är 53 792.
Terrängen runt Mirassol är huvudsakligen platt. Mirassol ligger uppe på en höjd. Runt Mirassol är det tätbefolkat, med 762 invånare per kvadratkilometer.. Närmaste större samhälle är São José do Rio Preto, 14,7 km öster om Mirassol.
Omgivningarna runt Mirassol är en mosaik av jordbruksmark och naturlig växtlighet.